# Doro Live
Doro Live es el primer disco en directo oficial de la cantante alemana Doro Pesch, grabado durante la gira soporte del álbum Angels Never Die en Alemania y lanzado por Vertigo en 1993.

## Lista de canciones
| N.º | Título                    | Escritor(es)                                                                  | Duración |  |
| 1.  | «I Rule the Ruins»        | Doro, Joey Balin                                                              | 4:09     |  |
| 2.  | «Hellbound»               | Peter Szigeti, Henri Staroste, Pesch, Frank Rittel, Michael Eurich, Rudy Graf | 2:42     |  |
| 3.  | «Only You»                | Gene Simmons                                                                  | 4:31     |  |
| 4.  | «Bad Blood»               | Pesch, Jack Ponti, Vic Pepe                                                   | 4:13     |  |
| 5.  | «So Alone Together»       | Pesch, Gary Scruggs                                                           | 5:24     |  |
| 6.  | «Fall for Me Again»       | Pesch, Scruggs                                                                | 4:24     |  |
| 7.  | «Für immer»               | Pesch, Balin                                                                  | 6:02     |  |
| 8.  | «Metal Tango»             | Pesch, Balin                                                                  | 4:03     |  |
| 9.  | «Let's Rock Forever»      | Pesch, Scruggs                                                                | 2:20     |  |
| 10. | «Eye on You»              | Pesch, Ponti, Pepe                                                            | 2:56     |  |
| 11. | «All We Are»              | Pesch, Balin                                                                  | 5:22     |  |
| 12. | «Enough for You»          | Pesch, Ponti, Pepe                                                            | 4:57     |  |
| 13. | «I Am What I Am»          | Pesch, Balin, Tommy Henriksen                                                 | 2:43     |  |
| 14. | «Whenever I Think of You» | Pesch, Scruggs                                                                | 4:24     |  |
| 15. | «Children of the Night»   | Pesch, Scruggs                                                                | 4:04     |  |
| 16. | «Burning the Witches»     | Graf                                                                          | 3:29     |  |
| 17. | «Alles Ist Gut»           | Pesch, Staroste, W. Plass                                                     | 3:48     |  |

## Créditos
- Doro – voz
- Joe Taylor – guitarras
- Jimmy DiLella – guitarras
- Nick Douglas – bajo
- Johnny Dee – batería